# Urmary
Urmary (ros. Урмары) – osiedle typu miejskiego w Rosji, w Czuwaszji, ośrodek administracyjny rejonu urmarskiego. W 2010 liczyło 5679 mieszkańców.